# Římskokatolická farnost Domoušice
Římskokatolická farnost Domoušice (lat. Domauschicium) je církevní správní jednotka sdružující římské katolíky na území obce Domoušice a v jejím okolí. Organizačně spadá do lounského vikariátu, který je jedním z 10 vikariátů litoměřické diecéze. Centrem farnosti je kostel svatého Martina v Domoušicích.

## Historie farnosti
Letopočet založení farnosti není znám. Matriky jsou v místě vedeny od roku 1664.

### Duchovní správcové vedoucí farnost
Začátek působnosti jmenovaného v duchovní správě farnosti od:
- 1774   Jos. Krones
- 1792   Adalb. Weitz, n. 10. 2. 1764 Alt Rotchow, o. 24. 3. 1791, † 19. 12. 1834
- 1812   par. vacat
- 1813   Ioann. Zyprian, n. 24. 4. 1778 Leipa, o. 30. 6. 1806
- 1825   Franc. Kepler, n. 18. 12. 1790 Laun, o. 12. 8. 1815, † 27. 12. 1878
- 1828   par. vacat
- 1829   Wenc. Ehmich, n. 1. 7. 1794 Budějovice, o. 29. 8. 1820, † 5. 1. 1861
- 1836   Aloys. Jaksch, n. 13. 4. 1797 Mn. Hradiště, o. 7. 9. 1823, † 20. 7. 1837
- 1837   Wenc. Plettinger, n. 6. 1. 1798 Laun, o. 12. 8. 1823, † 14. 1. 1855
- 1847   Franc. Hampeis, n. 7. 11. 1809 Slanens., o. 15. 7. 1833
- 1848   Vinc. Sigmund, n. 29. 10. 1804 Rovensko p. Tr., o. 5. 8. 1831, † 10. 9. 1874
- 1858   Joann. Wlasák, n. 18. 1. 1821 Skischic., o. 25. 7. 1845, † 25. 4. 1865
- 1862   Joann. Margold, n. 19. 5. 1818 Podsedice, o. 25. 7. 1845, † 26. 5. 1867
- 1866   par. vacat, admin. int. Wenc. Brandejský
- 1867   Wenc. Brandejský, n. 2. 10. 1824 Všetaty, o. 29. 7. 1852
- 1874   par. vacat, admin. int. Ioann. Vavrouš
- 1875   Franc. Osoba, n. 14. 2. 1833 Březí, o. 17. 7. 1859
- 1887   Franc. Bísek, n. 24. 1. 1844 Magno Blanic, o. 24. 7. 1870, † 17. 12. 1923
- 1896   Wenc. Kubíček, n. 4. 9. 1868 Bukovno, o. 17. 6. 1892, † 30. 11. 1936
- 1936   par. vacat, admin. exc. Bened. Sagner
- 1937   par. vacat, admin. exc. Karel Doležal
- 1938    par. vacat, admin. exc. Anton. Vičar
- 1. 10. 1939  Jindřich Langner, n. 1. 9. 1870 Pecka, o. 10. 7. 1898, † 29. 12. 1956
- 15. 2. 1952 Karel Kousal
- 1. 11. 2001 Werner Horák, admin. exc. z Loun
- 1. 12. 2001 Vilém Marek Štěpán, O.Praem., admin. exc. z Liběšic u Žatce[3]

Kromě kněží stojících v čele farnosti, působili ve farnosti v průběhu její historie i jiní kněží. Většinou pracovali jako farní vikáři, kaplani, katecheté, výpomocní duchovní aj.

## Území farnosti
Do farnosti náleží území obce:
- Domoušice (Domauschitz[4])[p 2]
- Filipov[2] – místní část Domoušic
- Lhota pod Džbánem (Welhotten[4])[p 2]

## Římskokatolické sakrální stavby na území farnosti
| | Fotografie | Stavba             | Místo             | Bohoslužby                      | Zeměpisné souřadnice             | Status       | Číslo kulturní památky           |
| Kostel | Kostel     | Kostel             | Kostel            | Kostel                          | Kostel                           | Kostel       | Kostel                           |
| --- | ---------- | ------------------ | ----------------- | ------------------------------- | -------------------------------- | ------------ | -------------------------------- |
| 1. |            | Kostel sv. Martina | Domoušice         | bližší informace o bohoslužbách | 50°13′48″ s. š., 13°43′59″ v. d. | farní kostel | 42287/5-1121 (Pk•MIS•Sez•Obr•WD) |
| Kaple |            |                    |                   |                                 |                                  |              |                                  |
| 2. |            | Kaple Panny Marie  | Lhota pod Džbánem | —                               | 50°13′3″ s. š., 13°43′56″ v. d.  | kaple        | —                                |
| Některé drobné sakrální stavby a pamětihodnosti lze dohledat zde v databázi Drobné sakrální památky Zaniklé sakrální stavby lze dohledat zde v databázi Poškozené a zničené kostely, kaple a synagogy v České republice |            |                    |                   |                                 |                                  |              |                                  |

Ve farnosti se mohou nacházet i další drobné sakrální stavby, místa římskokatolického kultu a pamětihodnosti, které neobsahuje tato tabulka.

## Příslušnost k farnímu obvodu
Z důvodu efektivity duchovní správy byl vytvořen farní obvod (kolatura) farnosti Liběšice u Žatce, jehož součástí je i farnost Domoušice, která je tak spravována excurrendo.